# 민지 (성우)
민지(1976년 5월 4일 ~ )는 한국의 여자 성우다. 1999년 KBS 27기 공채 성우로 데뷔했다.

## 출연작

### 애니메이션
- 마녀 배달부 키키(MOVIE) - 지지
- 우주소년 아톰(SBS) - 에디
- 원피스(KBS) - 양파
- 천지무용 한 여름밤의 이브(애니박스) - 키요네
  - 천지무용 in LOVE(애니박스) - 키요네
- 파라다이스 키스(애니박스) - 이사벨라
- 그녀는 매직걸(애니박스) - 혼고 테츠코
- 건담 0083 스타더스트 메모리(애니박스) - 모우라
  - 건담 0083 지온의 잔광(애니박스) - 모우라
- 은하공주 디지캐럿(KBS) - 화려해씨
- 폼포코 너구리 대작전(비디오) - 코하루
- 마스크맨(KBS) - 하트벨, 입술맨, 꿀벌맨, 타이거맨, 장갑맨, 스튜어디스
- 부탁해! 마이 멜로디(SBS) - 강윤서, 김병호
- 내 사랑 미운 오리새끼(KBS) - 루
- 마루코는 아홉살(애니맥스) - 수리, 나르
- 사쿠라대전 앵화현란 OVA(애니박스) - 칸나
- 챔피언 죠(애니박스) - 소녀
- 데스노트(애니원) - 아나운서, 여학생
- 파워마스크(KBS) - 깨비
- 공룡시대 : 작은 공룡 소동(카툰네트워크) - 트리아
- 겨울연가
- 겨울왕국 2(MOVIE) - 옐레나

### 영화
- 블랙 아웃(SBS) - 경찰(애니 롱)
- 더 록(SBS)
- 발렌타인 데이(SBS)
- 게이샤의 추억(KBS) - 코린(원려기)
- 스쿠비 두 2(SBS) - 벨마 (린다 카델리니)
- 리노의 하룻밤(SBS)
- 블루 스틸(SBS) - 경찰(메리 마)
- 미스 에이전트(SBS) - 레슬리(웬디 라퀠 로빈슨)
- 대단한 유혹(KBS)
- 링 2(KBS) - 입양 관리국 직원(차넷 존슨)
- 내 이름은 튜니티(KBS) - 사라(기셀라 한)
- 착신아리 파이널(KBS) - 아즈사(미호 아마카와)
- 나의 인생, 나의 기타(KBS) - 쿠키 (파즈 드 라 휴에타)
- 사이먼비치(KBS) - 마조리
- 터미널(KBS) - 나디아(리니 벨)
- 머시니스트(KBS) - 마지(버티 데이비스)
- 쉘 위 댄스(KBS) - 히사코 (토우조우 아미에)
- 쥬라기 공원 2(KBS) - 팀 (조셉 마젤로) / 보먼의 아내(시드 스트릿매터)
- 책상 서랍 속의 동화(KBS)
- 섀도우(KBS) - 이사벨라
- 태양의 저편(SBS) - 파쿠 (라비 라모스 라세르다)
- 미스 에이전트2(SBS)
- 포인트 블랭크(KBS) - 모로(발레리에 대쉬우드)
- 윈스턴 처칠의 폭풍전야(KBS) - 사라(돌리 웰스)
- 공포의 종합병원(KBS) - 아우딜드(요한나 멜크)
- 드러머(KBS) - 백
- 비투스(KBS) - 유치원 선생(리비아 S. 라인하르트)
- 댈러웨이 부인(KBS) - 엘리자베스 댈러웨이(케이티 카) / 로제터(사라 바델) / 루시(아만다 드류)
- 워터 보이즈(KBS) - 사쿠마 선생 (마나베 카오리)
- 삼사라(KBS)
- 몬스터 볼(KBS) - 타이렐(코론지 칼혼)
- 발리우드 할리우드(KBS)
- 자칼(KBS)
- 퀵 앤 데드(KBS) - 포이의 아들(매튜 골드)
- 칼리의 열 번째 여름(KBS)
- 무서운 영화2(KBS) - 알렉스 (토리 스펠링)
- 청혼(KBS) - 일레나 (머라이어 캐리)
- 처키의 신부(KBS)
- 늑대의 후예들(KBS) - 유모(고디머 마르코비치)
- 택시 운전사의 사랑(KBS)
- 데니스 P(KBS)
- 사랑해, 파리(KBS) - 소피(아이사 마이가) / 프랜신(나탈리 포트만)
- 터미네이터 2(KBS) - 존의 친구(대니 쿡시) / 마일즈의 아내(S. 이페서 메커슨) / 정신병원 의사(그웬더 디콘)
- 드리머(KBS) - 담임 선생님(케이렌 버틀러)
- 굿바이(KBS) - 카미무라 유리코(요키 미코)
- 상하이 눈(KBS) - 마부의 아내(발레리 플랜치) / 여관 직원(조디 톰슨)
- 파이터(KBS) - 타르(에리카 맥더멋)
- 책상 서랍 속의 동화(KBS) - 장위거(장혜과)
- 민지 - 프랑스 리포터 (브리짓 베다드)

### 외화
- 닥터후(KBS) - 미시(미셸 고메즈)
- 더 컬렉션 - 엘리에트(미셸 고메즈)
- 디트로이트 락 시티(KBS)
- 찰리 제이드(KBS) - 모나(이브 자피라)
- 말괄량이 마법학교(SBS) - 와프 선생님
- 어글리 베티(KBS)
- 스티븐 킹의 킹덤(KBS) - 크리스타(제니퍼 커닝햄)
- 스필버그의 어메이징 스토리(KBS)

### 특수촬영 드라마
- 가면라이더 가부토 (챔프) - 쿠사카베 히요리

### 드라마
- 올드 미스 다이어리(KBS)

### 라디오
- 환타지 특급 - 드래곤 라자(KBS) - 에델린